# برونو برنر
برونو برنر (انگلیسی: Bruno Berner؛ زادهٔ ۲۱ نوامبر ۱۹۷۷) بازیکن فوتبال اهل سوئیس است.
از باشگاه‌هایی که در آن بازی کرده‌است می‌توان به باشگاه فوتبال رئال اویدو، باشگاه فوتبال لستر سیتی، باشگاه فوتبال فرایبورگ، باشگاه فوتبال بازل، باشگاه فوتبال بلکبرن روورز، و باشگاه فوتبال گراس‌هاپر زوریخ اشاره کرد.
وی همچنین در تیم ملی فوتبال سوئیس بازی کرده‌است.